# Клей (окръг, Тексас)
Вижте пояснителната страница за други населени места с името Клей.
Окръг Клей (на английски: Clay County) е окръг в щата Тексас, Съединени американски щати. Площта му е 2890 km², а населението - 11 006 души (2000). Административен център е град Хенриета.